# House of the Witch
House of the Witch é um filme estadunidense de terror sobrenatural, lançado a 7 de outubro de 2017 e dirigido por Alex Merkin.

## Sinopse
Após o desaparecimento de Charlie Rice (Hunter Trammell), estudante do ensino médio, um grupo de adolescentes resolve investigar o mistério de uma casa abandonada em Meadowcrest, no estado de Kentucky, onde todos afirmam ter sido amaldiçoada por uma bruxa. Sem dar credibilidade às histórias, Lana (Emily Bader) decide organizar ali uma festa de Halloween. É quando se vêem presos numa armadilha e descobrem o que realmente há de errado com o local.

## Elenco
- Emily Bader - Lana
- Darren Mann - Shane
- Coy Stewart - Dax
- Jesse Pepe - Brody
- Arden Belle - Taylor
- Michelle Randolph - Rachel
- Jules Hartley - Wendy Brady
- Joseph Curtis Callender - Oficial Wilson
- Nolan Bateman - Lloyd
- Logan Greene - garoto 2
- Grace Balbo - Girlie
- Joel Nagle - Karl
- Keith Cox - Reynolds
- Paloma Paulin - bruxa
- Hunter Trammell - Charlie Rice
- Braelynn Harden - garota

## Crítica
O Dread Central afirma que o filme entretém, embora siga a fórmula de uma história onde mais uma vez os adolescentes não conseguem atender à advertência de ficar longe de uma casa assustadora numa região periférica da cidade. Rich Copley, para o Kentucky Entertainment, defende que a famosa casa da rua Meadowcrest, em Lexington, foi a "localização privilegidada para uma história elegante mesmo que entregue às condições precárias."